# Ямбура
Ямбура (нен. ) — посёлок в Приуральском районе Ямало-Ненецкого автономного округа России. Входил в состав Аксарковского сельского поселения, упразднённого в 2021 году в связи с преобразованием муниципального района в муниципальный округ. 
почтовый индекс: 629620. ОКАТО: 71158903003. ОКТМО: 71918403

## География
Расположен на левом берегу Оби, возле водотоков протоки Щучья и Ямбуринская речка, рек Хадытаяха и Обь.
Улиц нет.
Расстояние до районного центра: Аксарка 52 км
Расстояние до областного центра: Салехард 101 км
Расстояние до столицы: Москва 1837 км
Расстояния до аэропорта: Салехард — 100 км.
Ближайшие населённые пункты: Салемал 16 км, Нанги 27 км, Белоярск 29 км,

## Название
Ненецкое юмбор - "крупная кочка в сыром месте, где растёт особенно много морошки", "торфяной бугор".
Ранее называлась Ямбуринские юрты, Ямбури, Ямбур, Юмбура. 

## История
С 2005 до 2021 гг. входил в состав Аксарковского сельского поселения, упразднённого в 2021 году в связи с преобразованием муниципального района в муниципальный округ.

## Население
| 1989 | 2002 | 2010 | 2021 |
| ---- | ---- | ---- | ---- |
| 106  | ↘93  | ↘87  | ↘54  |

Ненцы.

## Инфраструктура
Рыбацкое поселение.
Более полувека у поселка Ямбура действует контрольный пост ученых, исследующих количество и качество популяций сиговых. 